# 阳高东风高灌站
阳高东风高灌站，位于中华人民共和国山西省大同市阳高县友宰镇东册田村，已列为山西省文物保护单位。

## 保护
2021年8月4日，阳高东风高灌站由山西省人民政府公布为第六批山西省文物保护单位，编号6-285。